# Jens Lund
Jens Lund, född 6 februari 1873, död 30 maj 1946, var en dansk skulptör.
Jens Lund var elev till Vilhelm Bissen. Han utförde porträttbyster och figurskulpturer, varibland märks Job på Statens Museum for Kunst och Arabisk hamnarbetare på Nationalmuseum i Stockholm. För Köpenhamns Hovedbanegaard utförde han 10 statyer, representerande danska nationaltyper. Lund har även utfört rent dekorativ skulptur.

## Utmärkelser

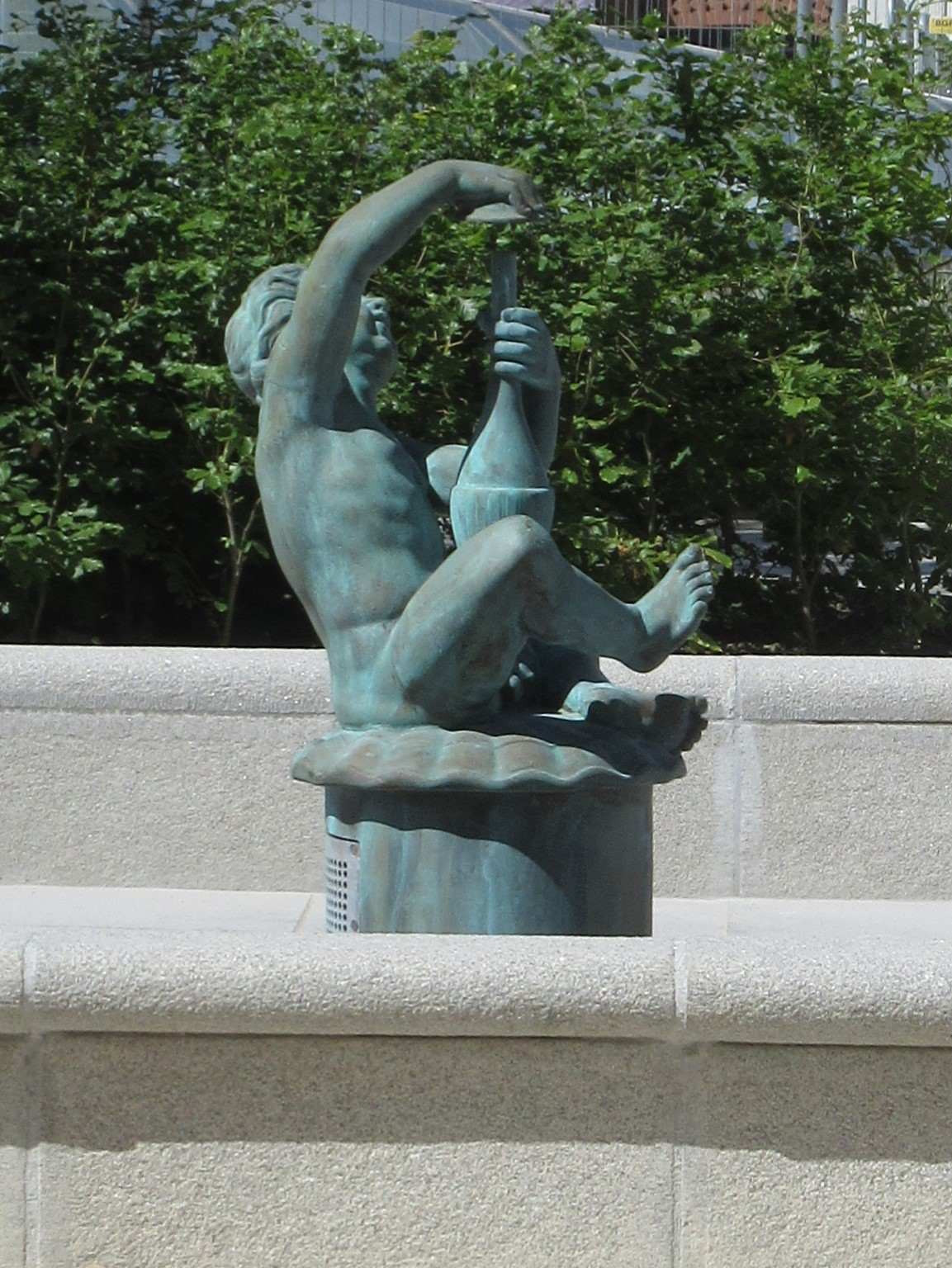
Drengebarn med fiasco

- Riddare av Dannebrogorden,  1934[2]

[Redigera Wikidata]